# Szwecja (gromada)
Szwecja – dawna gromada, czyli najmniejsza jednostka podziału terytorialnego Polskiej Rzeczypospolitej Ludowej w latach 1954–1972.
Gromady, z gromadzkimi radami narodowymi (GRN) jako organami władzy najniższego stopnia na wsi, funkcjonowały od reformy reorganizującej administrację wiejską przeprowadzonej jesienią 1954 do momentu ich zniesienia z dniem 1 stycznia 1973, tym samym wypierając organizację gminną w latach 1954–1972.
Gromadę Szwecja z siedzibą GRN w Szwecji utworzono – jako jedną z 8759 gromad na obszarze Polski – w powiecie wałeckim w woj. koszalińskim na mocy uchwały nr 43/54 WRN w Koszalinie z dnia 5 października 1954. W skład jednostki weszły obszary dotychczasowych gromad Szwecja, Zdbice i Trzebieszki ze zniesionej gminy Szwecja oraz obszary dotychczasowych  gromad Czechyń i Ostrowiec ze zniesionej gminy Kłębowiec w tymże powiecie. Dla gromady ustalono 13 członków gromadzkiej rady narodowej.
31 grudnia 1959 z gromady Szwecja wyłączono wieś Ostrowice, włączając ją do nowo utworzonej gromady Wałcz w tymże powiecie; do gromady Szwecja włączono natomiast wieś Budy ze zniesionej gromady Brzeźnica w tymże powiecie.
31 grudnia 1971 z gromady Szwecja wyłączono wieś Budy, włączając ją do gromady Sypniewo w tymże powiecie, po czym gromadę Szwecja zniesiono, a jej (pozostały) obszar włączono do gromady Wałcz tamże.